# Vida privada (sèrie de televisió)
Vida privada és una minisèrie de televisió, basada en la novel·la homònima de Josep Maria de Sagarra, produïda per Televisió de Catalunya i Oberon Cinematogràfica. La trama se centra en la decadència de la família Lloberola, uns aristòcrates de Barcelona, entre el final de la dictadura de Primo de Rivera i l'inici de la Segona República Espanyola.
La sèrie fou dirigida per Sílvia Munt, amb el guió de Coral Cruz, i disposà d'un pressupost aproximat de dos milions d'euros. La minisèrie es va rodar a mitjans de l'any 2017 a diferents edificis d'època de Catalunya i consta de dos episodis d'uns 85 minuts de durada. El repartiment està compost per Francesc Garrido, Pablo Derqui, Aida Folch, Maria Molins, Diana Gómez i Pep Cruz.
El primer capítol es va estrenar el dilluns 7 de maig del 2018 i va aconseguir una excel·lent xifra d'audiència amb 392.000 teleespectadors i un 15,7% de quota de pantalla. La segona part va aconseguir mantenir 337.000 espectadors, amb una quota d'un 12,5%, tot i emetre's una setmana més tard del que s'esperava a causa de la investidura del president de la Generalitat de Catalunya Joaquim Torra i Pla. La minisèrie va ser guardonada durant el Zoom Festival amb el premi a millor direcció per a Sílvia Munt i millor actor per a Pablo Derqui.
El 2022 es va incorporar al catàleg de la plataforma Netflix. També s'ha emès per À Punt.